# Идеальный треугольник

Три идеальных треугольника в модели Пуанкаре в круге

Два идеальных треугольника в модели Пуанкаре в верхней полуплоскости

Идеальный треугольник — треугольник в геометрии Лобачевского, все три вершины которого являются идеальными, или бесконечно удалёнными, точками. Идеальные треугольники иногда называют трижды асимптотическими треугольниками. Их вершины иногда называют идеальными вершинами. Все идеальные треугольники равны.

## Свойства
Идеальные треугольники обладают следующими свойствами:
- Все идеальные треугольники равны между собой.
- Все внутренние углы идеального треугольника равны нулю.
- Идеальный треугольник имеет бесконечный периметр.
- Идеальный треугольник является наибольшим возможным треугольником в геометрии Лобачевского.

В стандартной плоскости Лобачевского (поверхности, где кривизна Гаусса постоянна и равна −1) идеальный треугольник также обладает следующими свойствами:
- Площадь такого треугольника равна π.[1]

Dimensions related to an ideal triangle and its incircle, depicted in the Beltrami–Klein model (left) and the Poincaré disk model (right)

- Радиус вписанной окружности равен {\displaystyle r=\ln {\sqrt {3}}={\frac {1}{2}}\ln 3\approx 0.549}.[2]

Расстояние от любой точки треугольника до его ближайшей стороны меньше или равно вышеуказанному радиусу, причём точно это равенство выполняется только в центре вписанной окружности.
- Вписанная окружность касается треугольника в трёх точках, образуя равносторонний треугольник со стороной {\displaystyle d=\ln \left({\frac {{\sqrt {5}}+1}{{\sqrt {5}}-1}}\right)=2\ln \varphi \approx 0.962}[2], где {\displaystyle \varphi ={\frac {1+{\sqrt {5}}}{2}}} есть золотое сечение.

Окружность с радиусом d вокруг точки внутри треугольника соприкоснётся как минимум с двумя сторонами треугольника или пересечёт их.
- Расстояние от любой точки стороны такого треугольника до другой стороны меньше или равно {\displaystyle a=\ln \left(1+{\sqrt {2}}\right)\approx 0.881}, причём точно равенство выполняется только для вышеописанных точек соприкосновения.

a также является высотой треугольника Швейкарта.
Если кривизна пространства равна -K, отличному от −1, площади выше следует умножить на {\displaystyle 1/K}, а длины и расстояния — на {\displaystyle 1/{\sqrt {K}}}. 

Положение δ-тонкого треугольника на δ-гиперболическом пространстве

Поскольку идеальный треугольник является наибольшим возможным в геометрии Лобачевского, вышеуказанные значения являются наибольшими возможными для треугольников в геометрии Лобачевского. Этот факт является важным для изучения пространства Лобачевского.

## Модели
В модели Пуанкаре в круге плоскости Лобачевского, идеальный треугольник образован тремя окружностиями, пересекающими граничную окружность под прямым углом.
В модели Пуанкаре в полуплоскости идеальный треугольник выглядит как арбелос — фигура между тремя соприкасающимися полуокружностями.
В проективной модели идеальный треугольник — евклидов треугольник, вписанный в граничную окружность. При этом на проективной модели углы при вершинах идеального треугольника не равны нулю, поскольку эта модель, в отличие от моделей Пуанкаре, не сохраняет углы.

## Вещественная группа идеального треугольника
| Идеальная (∞ ∞ ∞) группа треугольника | Другое идеальное замощение |

Вещественная группа идеального треугольника — группа преобразований, порождённая отражениями плоскости Лобачевского относительно сторон идеального треугольника. Как абстрактная группа она изоморфна свободному произведению трёх групп из двух элементов. В результате отражений получается замощение плоскости Лобачевского идеальными треугольниками.